# دانشکده علوم ارتباطات دانشگاه علامه طباطبائی
دانشکده علوم ارتباطات یکی از دانشکده‌های دانشگاه علامه طباطبایی است که در پردیس مرکزی (دهکده المپیک) واقع شده‌است. این دانشکده جدیدترین دانشکده دانشگاه می‌باشد که از دانشکده علوم اجتماعی در سال ۱۳۹۴ جدا شد.

## پیشینه
دانشکده علوم ارتباطات، ابتدا با نام مدرسه عالی مطبوعات و روابط عمومی با چهار رشته روزنامه‌نگاری، روابط عمومی، مدیریت تبلیغات و بازاریابی و مترجمی در سال ۱۳۴۵ فعالیت خود را آغاز کرد و در سال ۱۳۵۰ به دانشکده علوم ارتباطات اجتماعی تغییر نام یافت. پس از پیروزی انقلاب اسلامی این مرکز زیر عنوانِ دانشکده علوم سیاسی و اجتماعی در مجمع دانشگاهی ادبیات و علوم انسانی ادغام شد و در سال ۱۳۶۰ به دنبال جدا شدن رشته علوم سیاسی از این مجتمع به دانشکده علوم اجتماعی تغییر نام داد.
گروه آموزشی ارتباطات اجتماعی با توجه به پیشنیه فعالیت آکادمیک خود و با توجه به حضور استادان صاحب نامی چون کاظم معتمد نژاد (پدر علوم ارتباطات ایران)، حمید نطقی (پدر روابط عمومی ایران) دیگر چهره‌های شاخص آموزش روزنامه‌نگاری و ارتباطات کشور همواره به عنوان یکی از کانون‌های اصلی آموزش این رشته در سطح دانشگاه‌های ایران مطرح بوده‌است که در ذیل دانشکده علوم اجتماعی قرار داشت. از این رو، با توجه به تحولات ارتباطی و اطلاعاتی گستره در سطح بین‌المللی و نیاز و ضرورت بهره‌مندی از متخصصان و صاحب نظران برای فعالیت در این عرصه، مقدمات شکل گیری و راه اندازی دانشکده ای مستقل با نام دانشکده ارتباطات در نیمه دوم سال ۱۳۸۳ شکل گرفت که با تغییر مدیریت در دانشگاه این اقدام بی‌ثمر ماند.
در سال ۱۳۹۲ با توجه به استقرار مدیریت جدید در دانشگاه و تغییر رویکرد نسبت به ضرورت استقلال و نیز توسعه رشته‌ها و زمینه‌های مربوط به حوزه ارتباطات اجتماعی، روزنامه نگاری و روابط عمومی، بار دیگر تأسیس دانشکده ای مستقل با نام علوم ارتباطات در دستور کار دانشگاه قرار گرفت و با توجه به اهمیت، از سوی حسین سلیمی رئیس دانشگاه، محمد مهدی فرقانی به سمت مسئول پیگیری و راه اندازی دانشکده ارتباطات منصوب شد و این دانشکده در تیرماه سال ۹۴ رسماً با تفویض مدیریت از سوی رئیس دانشگاه به فرقانی فعالیت مستقل خود را آغاز کرد و بدین ترتیب، نخستین دانشکده علوم ارتباطات کشور در دانشگاه علامه طباطبایی شکل گرفت.
در حال حاضز این دانشکده با ۲۱ عضو هیئت علمی آموزش بیش از نزدیک به یک هزار دانشجو در ۳ گروه آموزشی و هفت رشته تحصیلی در مقاطع کارشناسی، کارشناسی ارشد و دکتری فعالیت دارد.
این دانشکده در آغاز سال تحصیلی ۹۵–۹۴ به پردیش شماره یک دانشگاه منتقل شد و در ساختمانی مستقل به فعالیت آموزشی خود ادامه داد.

## گروه‌های آموزشی
- روزنامه‌نگاری

مقطع لیسانس: روزنامه‌نگاری
مقطع فوق لیسانس: گرایش ارتباطات اجتماعی، مدیریت رسانه
- روابط عمومی

مقطع لیسانس: روابط عمومی
مقطع فوق لیسانس: روابط عمومی
- ارتباطات

مقطع لیسانس: مطالعات ارتباطی و فناوری اطلاعات
مقطع فوق لیسانس: گرایش علوم ارتباطات اجتماعی
مقطع دکتری: علوم ارتباطات

## منبع
1. ↑  «تاریخچهٔ دانشکده علوم ارتباطات دانشگاه علامه طباطبایی». بایگانی‌شده از اصلی در ۷ اوت ۲۰۱۷. دریافت‌شده در ۷ اوت ۲۰۱۷.
2. ↑  «گروه‌های آموزشی». بایگانی‌شده از اصلی در ۷ اوت ۲۰۱۷. دریافت‌شده در ۷ اوت ۲۰۱۷.